# Do bémol majeur

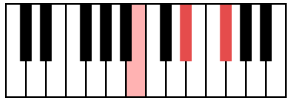
L'accord parfait de Do bémol Majeur se compose des notes suivantes : Do, Mi, Sol.

La tonalité de do bémol majeur se développe en partant de la note tonique Do bémol. Elle est appelée C-flat major en anglais et Ces-Dur dans l’Europe centrale.
L'armature (clef de la portée) coïncide avec celle de sa gamme diatonique relative soit celle de La bémol mineur. La tonalité de Do bémol Majeur est enharmonique de Si majeur.
La gamme de Do bémol Majeur est :  Do, Ré, Mi, Fa, Sol, La, Si, Do.
- tonique : Do
- médiante : Mi
- dominante : Sol
- sensible : Si

Altérations : Si, Mi, La, Ré, Sol, Do, Fa.

## Compositions en Do bémol Majeur
La tonalité de Do bémol Majeur est très rare, les compositeurs préférant son équivalent enharmonique, le Si majeur. On trouve tout de même quelques exemples, :
- Interlude in C flat major pour harpe, dans A Ceremony of Carols for boys choir and harp) de Benjamin Britten
- Chant du soir, dans Six Pièces pour piano op. 60  d'Aloÿs Claussmann
- Fantaisie - Variation de Raymonda pour harpe (ballet Raymonda, Acte I) de Alexandre Glazounov
- Lesquercade, dans Le bal de Béatrice d'este, suite pour instruments à vent de Reynaldo Hahn
- Introduction, dans Sonatina, ballet en un acte de Ernesto Halffter
- Légende, dans le quintet en Mi bémol majeur de Joseph Gustav Mraczek (de)
- Esquisse, dans 12 piano sketches op. 1 de Alexeï Stantchinski

Les canons à deux voix no 62 et 63 du premier livre des Canons dans toutes les tonalités majeures et mineures, et le canon à trois voix no 48 du deuxième livre du même recueil, composés par Max Reger, sont en Do bémol Majeur.
Johann Christian Heinrich Rinck a écrit deux œuvres en Do bémol Majeur :
- Prélude no 29, extrait des Trente préludes dans toutes les tonalités majeures et mineures op. 55/1
- Exercice no 29, extrait des Exercices à deux parties dans tous les tons pour le Piano Forté op. 67 (1821)